# كوبرام
كوبرام هي بلدة، في أستراليا، تقع في ولاية فيكتوريا، هي عاصمة Shire of Moira ‏، بلغ عدد سكانها 6,014  نسمة وذلك حسب إحصائيات سنة 2016، رمزها البريدي هو 3644.

## أعلام
- جان شارب